# Henrietta Rae
Pour les articles homonymes, voir Rae.
Henrietta Emma Ratcliffe Rae (30 décembre 1859 - 26 janvier 1928) est une artiste peintre anglaise de l’époque victorienne,. Elle conserve son nom de jeune fille après son mariage avec Ernest Normand, un choix inhabituel pour l’époque, parce qu’elle a obtenu sa notoriété sous ce nom. Elle et son mari vivent à Holland Park, un lieu de résidences de nombreux artistes de l’époque. Elle est féministe et soutient le droit de vote des femmes.